# Ivan Čabala
Ivan Čabala (* 13. Februar 1960 in Humenné) ist ein ehemaliger slowakischer Fußballspieler und derzeitiger Fußballtrainer.

## Vereinskarriere
Ivan Čabala begann seine Laufbahn 1979 bei Lokomotíva Košice. Dort blieb der Mittelfeldspieler bis 1986, abgesehen von seiner Wehrdienstzeit 1982/83 bei Dukla Prag und 1983/84 bei RH Cheb.
Zur Saison 1986/87 wurde er von Sparta Prag als Ersatz für Jan Berger geholt. Mit Sparta gewann er 1987, 1988, 1989 und 1990 die tschechoslowakische Meisterschaft. Dabei zog er sich mit der Zeit auf die Liberoposition zurück. Im Sommer 1990 wechselte er zum damaligen schwedischen Zweitligisten Västerås SK, kehrte aber schon nach einem halben Jahr zurück nach Prag und konnte mit Sparta seien fünften Meistertitel feiern. In der Saison 1991/92 spielte Čabala für den Kremser SC in der österreichischen Bundesliga. Anschließend spielte er zwei Jahre für FK Viktoria Žižkov, danach für den FC Příbram und den FC Střížkov. Seine Karriere ließ er bei den unterklassigen Vereinen Sokol Královice und Sokol Ondřejov ausklingen.

## Nationalmannschaft
Ivan Čabala spielte zwischen 1986 und 1989 vier Mal für die Tschechoslowakische Fußballnationalmannschaft.

## Erfolge
- Tschechoslowakischer Meister mit Sparta Prag: 1987, 1988, 1989, 1990 und 1991.

## Trainer
Nach seiner aktiven Laufbahn war Ivan Čabala Trainer in Hořín u Mělníka, seit Anfang 2007 ist er Trainer des Viertligisten Marila Votice.